# Eddie Jones (aktor)
Arthur Edward „Eddie” Jones (ur. 18 września 1937 w Washington w stanie Pensylwania, zm. 6 lipca 2019) − amerykański aktor filmowy, telewizyjny i teatralny, występował w roli Jonathana Kenta, ojca tytułowego bohatera serialu ABC Nowe przygody Supermana (1993–1997). Pracował na stacji obsługi skrzyżowaniu mniejszych ulic w Laurel & Sunset w Los Angeles, gdy został zaproszony do klasy aktorskiej i zaproponowano mu pracę jako praktykanta na letnim stażu. Grał w spektaklach off-broadwayowskich i na Broadwayu. Był też związany z Interact Theatre Company.

## Dorobek artystyczny

### Role filmowe/telewizyjne
- 2005: Tommy Riley (Fighting Tommy Riley) jako Marty Goldberg
- 2004: Terminal (The Terminal) jako Salchak
- 2003: Niepokonany Seabiscuit (Seabiscuit) jako Samuel D. Riddle
- 2000: The Invisible Man jako Charles Borden/The Official (serial TV)
- 2000: Wróć do mnie (Return to Me) jako Emmett McFadden
- 1993–1997: Nowe przygody Supermana (Lois & Clark: The New Adventures of Superman) jako Jonathan Kent (serial TV)
- 1993: Prawdziwe przygody mamy morderczyni (The Positively True Adventures of the Alleged Texas Cheerleader-Murdering Mom) jako C.D. Holloway
- 1992: Sneakers jako Buddy Wallace
- 1992: Ich własna liga (A League of Their Own) jako Dave Hooch
- 1990: Naciągacze (The Grifters) jako Mintz
- 1985: Rok smoka (Year of the Dragon) jako William McKenna
- 1983: Nieoczekiwana zmiana miejsc (Trading Places) jako policjant #3

### Role teatralne
Off-Broadway:
| Rok  | Tytuł sztuki                | Rola           | Nazwa teatru                    |
| ---- | --------------------------- | -------------- | ------------------------------- |
| 1988 | April Snow                  | Gordon Tate    | Manhattan Theatre Club Stage II |
| 1985 | Curse of the Starving Class | Weston         | Promenade Theatre               |
| 1985 | Triple Feature              | Edwin (Slacks) | Stage 73                        |
| 1982 | The Freak                   | dr Joe Quigly  | Douglas Fairbanks Theater       |
| 1980 | An Act of Kindness          | ?              | Harold Clurman Theater          |
| 1978 | Curse of the Starving Class | Ellis          | Joseph Papp Public Theater      |

Broadway:
| Rok  | Tytuł sztuki    | Rola                    | Nazwa teatru        |
| ---- | --------------- | ----------------------- | ------------------- |
| 1979 | Devour the Snow | szeryf George McKinstry | John Golden Theatre |

## Nagrody i nominacje
| Rok  | Nagroda                                                      | Kategoria                            | Tytuł                | Autor      | Teatr                                  | Rezultat  |
| ---- | ------------------------------------------------------------ | ------------------------------------ | -------------------- | ---------- | -------------------------------------- | --------- |
| 1975 | Nagroda im. Josepha Jeffersona (The Joseph Jefferson Awards) | Najlepszy aktor w roli drugoplanowej | The Gingerbread Lady | Neil Simon | Candlelight Dinner Playhouse w Chicago | Nominacja |